# オメテオトル
オメテオトル（Ometeotl）は、アステカ神話の創造神。
別名オメテクトリ（Ometecutli）またはオメシワトル（Omecihuatl）。
その名は「二面性の神」を意味し、
対立する二つ（男と女、光と闇、秩序と混沌、静と動、是と非など）を兼ね備えた完全なる存在。
「身近なるものの神」、「環の中にいる者」、「我らの肉の男神にして女神」など数多くの異名をもち、神の中の神「万物の主」として崇められた。
ケツァルコアトルやテスカトリポカなどの神々を生み出した後、創造をやめ、
世界を創造する役目を自身の子供（神）達に譲った。
そして天の最上部で、神々と世界と人間が移ろいゆく所を、ただ静かに見守り続けているという。